# بنو منديل
بنو منديل (بالأمازيغية: ايت منديل) عائلة من سلالة المغراويين حكمت مناطق عدة في شمال أفريقيا من حوالي 1160 إلى 1372 للميلاد.